# Jelena Zajats
Jelena Jevgenijevna Zajats (Russisch: Елена Евгеньевна Заяц) (Baranavitsjy, 16 juni 1969) is een Russische schaakster. Zij is sinds 1998 een grootmeester bij de dames (WGM) en ze is sinds 2005 Internationaal Meester (IM). 
In juni 2005 werd in Moldavië het toernooi om het individuele kampioenschap van Europa bij de dames verspeeld dat met 9 punten uit 12 ronden door de Oekraïense Kateryna Lahno gewonnen werd. De Russin Nadezjda Kosintseva eindigde met 9 uit 12 op de tweede plaats, terwijl Zajats met 8½ punt als vijfde eindigde. 
In 2011 won Zajats het Russische kampioenschap voor vrouwen, met een vol punt voorsprong op nummer 2.

## Externe koppelingen
- (en)   Informatie over schaakpartijen van Jelena Zajats op ChessGames.com
- (en)   Informatie over schaakpartijen van Jelena Zajats op 365chess.com
- (en)  FIDE-ratinggegevens voor Jelena Zajats